# Petropavlivske, Snihurivka
Petropavlivske (în ucraineană Петропавлівське) este un sat în comuna Barativka din raionul Snihurivka, regiunea Mîkolaiiv, Ucraina.

## Demografie
Componența lingvistică a localității Petropavlivske
     Ucraineană (75,86%)
     Rusă (24,14%)
Conform recensământului din 2001, majoritatea populației localității Petropavlivske era vorbitoare de ucraineană (75,86%), existând în minoritate și vorbitori de rusă (24,14%).